# اکسلی، نیو ساوت ولز
اکسلی (به انگلیسی: Oxley) یک شهرک در استرالیا است که در نیو ساوت ولز واقع شده‌است.